# Gran Premio motociclistico del Sudafrica 2000
Il Gran Premio motociclistico del Sudafrica 2000 corso il 19 marzo, è stato il primo Gran Premio della stagione 2000 e ha visto vincere la Yamaha di Garry McCoy nella classe 500, Shin'ya Nakano nella classe 250 e Arnaud Vincent nella classe 125.
Per il pilota australiano McCoy si tratta della prima vittoria nella classe regina.

## Classe 500

### Arrivati al traguardo
| Pos | Nº | Pilota                   | Squadra                    | Motocicletta | Giri | Tempo     | Griglia | Punti |
| --- | -- | ------------------------ | -------------------------- | ------------ | ---- | --------- | ------- | ----- |
| 1   | 24 | Garry McCoy              | Red Bull Yamaha WCM        | Yamaha       | 28   | 45:38.775 | 9       | 25    |
| 2   | 7  | Carlos Checa             | Marlboro Yamaha            | Yamaha       | 28   | +0.366    | 4       | 20    |
| 3   | 65 | Loris Capirossi          | Emerson Honda Pons         | Honda        | 28   | +1.590    | 2       | 16    |
| 4   | 10 | Alex Barros              | Emerson Honda Pons         | Honda        | 28   | +9.745    | 13      | 13    |
| 5   | 1  | Àlex Crivillé            | Repsol Honda               | Honda        | 28   | +10.253   | 7       | 11    |
| 6   | 2  | Kenny Roberts Jr         | Telefonica Movistar Suzuki | Suzuki       | 28   | +15.853   | 3       | 10    |
| 7   | 6  | Norick Abe               | Antena 3 Yamaha-D'Antin    | Yamaha       | 28   | +24.228   | 15      | 9     |
| 8   | 9  | Nobuatsu Aoki            | Telefonica Movistar Suzuki | Suzuki       | 28   | +26.719   | 12      | 8     |
| 9   | 55 | Régis Laconi             | Red Bull Yamaha WCM        | Yamaha       | 28   | +36.231   | 16      | 7     |
| 10  | 17 | Jurgen van den Goorbergh | Rizla Honda                | TSR-Honda    | 28   | +37.613   | 11      | 6     |
| 11  | 25 | José Luis Cardoso        | Maxon Dee Cee Jeans        | Honda        | 28   | +1:04.044 | 20      | 5     |
| 12  | 22 | Sébastien Gimbert        | Tecmas Honda Elf           | Honda        | 28   | +1:14.912 | 17      | 4     |
| 13  | 15 | Yoshiteru Konishi        | F.C.C. TSR                 | TSR-Honda    | 28   | +1:30.049 | 21      | 3     |
| 14  | 12 | Shane Norval             | Sabre Sport                | Honda        | 28   | +1:32.776 | 19      | 2     |
| 15  | 11 | David de Gea             | Proton Team KR             | Modenas KR3  | 27   | +1 giro   | 18      | 1     |

### Ritirati
| Nº | Pilota            | Squadra                   | Motocicletta | Giri | Griglia |
| -- | ----------------- | ------------------------- | ------------ | ---- | ------- |
| 8  | Tadayuki Okada    | Repsol Honda              | Honda        | 21   | 6       |
| 5  | Sete Gibernau     | Repsol Honda              | Honda        | 20   | 1       |
| 46 | Valentino Rossi   | Nastro Azzurro Honda      | Honda        | 12   | 5       |
| 4  | Max Biaggi        | Marlboro Yamaha           | Yamaha       | 12   | 10      |
| 99 | Jeremy McWilliams | Aprilia Grand Prix Racing | Aprilia      | 7    | 8       |
| 31 | Tetsuya Harada    | Aprilia Grand Prix Racing | Aprilia      | 2    | 14      |

## Classe 250

### Arrivati al traguardo
| Pos | Nº | Pilota          | Squadra                    | Motocicletta | Giri | Tempo     | Griglia | Punti |
| --- | -- | --------------- | -------------------------- | ------------ | ---- | --------- | ------- | ----- |
| 1   | 56 | Shin'ya Nakano  | Chesterfield Yamaha Tech 3 | Yamaha       | 26   | 42:34.085 | 1       | 25    |
| 2   | 74 | Daijirō Katō    | Axo Honda Gresini          | Honda        | 26   | +0.875    | 3       | 20    |
| 3   | 4  | Tōru Ukawa      | Shell Advance Honda        | Honda        | 26   | +13.813   | 2       | 16    |
| 4   | 19 | Olivier Jacque  | Chesterfield Yamaha Tech 3 | Yamaha       | 26   | +30.687   | 5       | 13    |
| 5   | 14 | Anthony West    | Shell Advance Honda        | Honda        | 26   | +47.621   | 4       | 11    |
| 6   | 21 | Franco Battaini | Motoracing Battaini        | Aprilia      | 26   | +47.705   | 6       | 10    |
| 7   | 6  | Ralf Waldmann   | Aprilia Germany            | Aprilia      | 26   | +58.221   | 7       | 9     |
| 8   | 9  | Sebastián Porto | Edo Racing                 | Yamaha       | 26   | +1:02.190 | 11      | 8     |
| 9   | 24 | Jason Vincent   | Padgetts M/C Sales         | Aprilia      | 26   | +1:07.732 | 17      | 7     |
| 10  | 8  | Naoki Matsudo   | Petronas Sprinta Team TVK  | Yamaha       | 26   | +1:09.269 | 18      | 6     |
| 11  | 77 | Jamie Robinson  | QUB Team Optimum           | Aprilia      | 26   | +1:23.219 | 14      | 5     |
| 12  | 30 | Alex Debón      | CC Valencia Airtel Aspar   | Aprilia      | 26   | +1:25.538 | 10      | 4     |
| 13  | 13 | Marco Melandri  | Aprilia Grand Prix Racing  | Aprilia      | 26   | +1:29.763 | 8       | 3     |
| 14  | 26 | Klaus Nöhles    | Aprilia Germany            | Aprilia      | 26   | +1:31.878 | 13      | 2     |
| 15  | 44 | Roberto Rolfo   | Tino Villa Racing          | TSR-Honda    | 25   | +1 giro   | 28      | 1     |
| 16  | 42 | David Checa     | Team Fomma                 | TSR-Honda    | 25   | +1 giro   | 24      |       |
| 17  | 41 | Jarno Janssen   | Rizla Honda                | TSR-Honda    | 25   | +1 giro   | 19      |       |
| 18  | 12 | Mike Baldinger  | Yamaha Kurz Aral           | Yamaha       | 25   | +1 giro   | 26      |       |

### Ritirati
| Nº | Pilota             | Squadra                   | Motocicletta | Giri | Griglia |
| -- | ------------------ | ------------------------- | ------------ | ---- | ------- |
| 10 | Fonsi Nieto        | Antena 3 Yamaha-D'Antin   | Yamaha       | 21   | 23      |
| 31 | Lucas Oliver Bultó | Antena 3 Yamaha-D'Antin   | Yamaha       | 20   | 27      |
| 18 | Shahrol Yuzy       | Petronas Sprinta Team TVK | Yamaha       | 19   | 12      |
| 16 | Johan Stigefelt    | Dee Cee Jeans Racing      | TSR-Honda    | 17   | 20      |
| 11 | Ivan Clementi      | Campetella Racing         | Aprilia      | 14   | 22      |
| 54 | David García       | PR2 - Circuito de Almería | Aprilia      | 12   | 21      |
| 37 | Luca Boscoscuro    | Diesel Vasco Rossi Racing | Aprilia      | 10   | 9       |
| 66 | Alex Hofmann       | Racing Factory            | Aprilia      | 8    | 15      |
| 15 | Adrian Coates      | QUB Team Optimum          | Aprilia      | 3    | 16      |

### Non partito
| Nº | Pilota           | Squadra           | Motocicletta | Griglia |
| -- | ---------------- | ----------------- | ------------ | ------- |
| 25 | Vincent Philippe | Axo Honda Gresini | TSR-Honda    | 25      |

## Classe 125

### Arrivati al traguardo
| Pos | Nº | Pilota             | Squadra                     | Motocicletta | Giri | Tempo     | Griglia | Punti |
| --- | -- | ------------------ | --------------------------- | ------------ | ---- | --------- | ------- | ----- |
| 1   | 21 | Arnaud Vincent     | CC Valencia Airtel Aspar    | Aprilia      | 24   | 41:35.310 | 6       | 25    |
| 2   | 32 | Mirko Giansanti    | Benetton Playlife           | Honda        | 24   | +1.937    | 4       | 20    |
| 3   | 1  | Emilio Alzamora    | Telefonica Movistar Team    | Honda        | 24   | +2.057    | 11      | 16    |
| 4   | 4  | Roberto Locatelli  | Diesel Vasco Rossi Racing   | Aprilia      | 24   | +2.362    | 1       | 13    |
| 5   | 5  | Noboru Ueda        | Givi Honda LCR              | Honda        | 24   | +4.566    | 7       | 11    |
| 6   | 17 | Steve Jenkner      | Pev Massivhaus ADAC Sac     | Honda        | 24   | +11.073   | 5       | 10    |
| 7   | 8  | Gianluigi Scalvini | Bossini Fontana Racing      | Aprilia      | 24   | +11.187   | 3       | 9     |
| 8   | 26 | Ivan Goi           | Team Fomma                  | Honda        | 24   | +11.504   | 8       | 8     |
| 9   | 3  | Masao Azuma        | Benetton Playlife           | Honda        | 24   | +37.723   | 12      | 7     |
| 10  | 23 | Gino Borsoi        | LAE - UGT 3000              | Aprilia      | 24   | +39.819   | 9       | 6     |
| 11  | 9  | Lucio Cecchinello  | Givi Honda LCR              | Honda        | 24   | +39.887   | 18      | 5     |
| 12  | 16 | Simone Sanna       | Diesel Vasco Rossi Racing   | Aprilia      | 24   | +39.964   | 10      | 4     |
| 13  | 29 | Ángel Nieto Jr     | Telefonica Movistar Team    | Honda        | 24   | +40.474   | 14      | 3     |
| 14  | 12 | Randy de Puniet    | Scrab Competition           | Aprilia      | 24   | +41.118   | 13      | 2     |
| 15  | 22 | Pablo Nieto        | Derbi Racing                | Derbi        | 24   | +52.411   | 16      | 1     |
| 16  | 15 | Alex De Angelis    | Chupa Chups Matteoni Racing | Honda        | 24   | +52.639   | 15      |       |
| 17  | 35 | Reinhard Stolz     | R.S. Adac - Esch Racing     | Honda        | 24   | +1:22.243 | 21      |       |
| 18  | 10 | Adrián Araujo      | Antinucci Racing            | Honda        | 24   | +1:27.527 | 25      |       |
| 19  | 53 | William De Angelis | Semprucci Biesse Aprilia    | Aprilia      | 24   | +1:27.811 | 22      |       |
| 20  | 11 | Max Sabbatani      | Racing Service              | Honda        | 24   | +1:28.093 | 17      |       |
| 21  | 51 | Marco Petrini      | Semprucci Biesse Aprilia    | Aprilia      | 24   | +1:28.449 | 20      |       |
| 22  | 24 | Leon Haslam        | Italjet Moto                | Italjet      | 24   | +1:28.648 | 23      |       |
| 23  | 18 | Toni Elías         | Chupa Chups Matteoni Racing | Honda        | 24   | +1:47.350 | 24      |       |

### Ritirati
| Nº | Pilota         | Squadra      | Motocicletta | Giri | Griglia |
| -- | -------------- | ------------ | ------------ | ---- | ------- |
| 39 | Jaroslav Huleš | Italjet Moto | Italjet      | 4    | 26      |
| 41 | Yōichi Ui      | Derbi Racing | Derbi        | 0    | 2       |

### Non partito
| Nº | Pilota          | Moto  | Griglia |
| -- | --------------- | ----- | ------- |
| 54 | Manuel Poggiali | Derbi | 19      |